# Isla Tercera (Malvinas)
La isla Terceraes la de menor tamaño de las islas del Pasaje en las islas Malvinas. Se localiza al oeste de Gran Malvina, entre la bahía San Julián y la bahía 9 de Julio y entre la isla Segunda y la isla Cuarta.
Como la mayoría de los topónimos malvinenses, su nombre es de origen español, anterior a la ocupación británica de las Malvinas.